# دیپ گرین

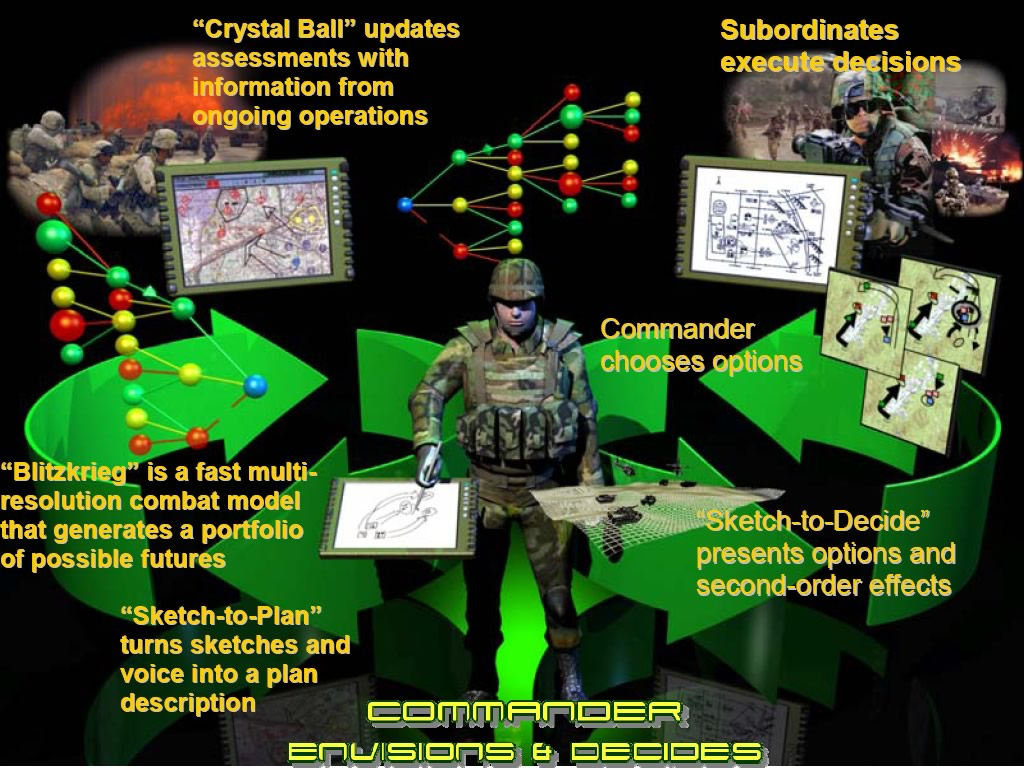
آرمان پروژه دیپ گرین (از پرونده ارائه رسمی آژانس پروژه‌های پژوهشی پیشرفتهٔ دفاعی (دارپا))

دیپ گرین پروژه‌ای است که دفتر روش‌های پردازش اطلاعات در آژانس پروژه‌های پژوهشی پیشرفتهٔ دفاعی (دارپا) پیش می‌بَرَد. آرمان این پروژه، توسعه سامانه پشتیبانی از تصمیم‌گیری برای فرماندهان نیروی زمینی ایالات متحده آمریکا است. این سامانه، قابلیت‌های پیش‌بینی پیشرفته‌ای را برای رایانه‌ها توسعه می‌دهد که با تحلیل شرایط کنونی، به شکل مؤثر و دقیقی، رخدادهای احتمالی در آینده را پیش‌بینی کند و به فرماندهان نیروی زمینی، دید بهتری از پیامدهای تصمیم‌هایشان بدهد.
دیپ گرین از سه بخش اصلی تشکیل شده است:
- بلیتزکریگ – مدل‌سازی میدان جنگ است که شرایط کنونی را تحلیل می‌کند و پیامدهایی را نشان می‌دهد که در طرح‌ها استفاده می‌شوند. هنگامیکه طرحی از سوی یک فرمانده انسانی، ارائه می‌شود بلیتزکریگ، آن را تحلیل می‌کند تا پیامدهای احتمالی آنرا به فرمانده، نشان دهد. خود بلیتزکریگ، حمله‌ای را طراحی نمی‌کند.
- کریستال بال – پیامدهای احتمالی که بلیتزکریگ، نشان داده را تحلیل می‌کند و بر پایه اندازه‌گیری سنجش انعطاف‌پذیری، سودمندی، و احتمال هر یک از آنها بهترین گزینه را تعیین می‌کند. همچنین مدل‌های میدان جنگ را با اطلاعات میدانی، به‌روزرسانی می‌کند. این اطلاعات شامل گزارش‌های رسیده از سربازان، برنامه‌ای شبیه به «ارتباط‌دهنده» (که دفتر آگاهی از اطلاعات آنرا توسعه می‌داد)، یا سامانه‌های شناسایی، نظارت، و کسب هدف، مانند تیم شناسایی هوایی ناهمگون می‌شوند.
- دستیار فرمانده – یک رابط کاربری و برنامه مصورسازی است. دستیار فرمانده، شامل "پیش‌طرح برای تصمیم‌گیری" می‌شود که به فرمانده، فهرستی از گزینه‌ها را معرفی می‌کند و " پیش‌طرح برای طرح" صفحه نمایشگری است که فرمانده می‌تواند روی آن طرحی را بکشد. دیپ گرین این طرح کشیده شده را تفسیر کرده و به اجرا می‌گذارد.